# Kagú
El kagú (Rhynochetos jubatus) és un ocell endèmic de Nova Caledònia. Mesura uns 55 cm i és de color grisosa, amb unes plomes llargues occipitals. El plomatge uniforme contrasta amb el color vermell ataronjat del bec i les potes. Quasi no pot volar i fa una vida exclusivament terrestre. És l'únic representant de la seva família, els rinoquètids (Rhynochetidae), tradicionalment ubicada als gruïformes però que actualment ho és als euripigiformes (Eurypygiformes). Hom el pot trobar als boscos humits de Nova Caledònia. S'alimenta d'insectes, larves i cargols. Construeix el niu al sòl, amb fulles i brancam sec. La femella pon un únic ou (d'uns 6-7 cm de llargada). És incubat tant per la femella, com pel mascle i serà nodrit per ambdós.
El kagú és normalment representat en una postura agressiva: cresta aixecada (com la del puput) i plomes estarrufades. Aquest comportament és el més usual en captivitat; en llibertat no acostuma a ésser tan agressiu.
Actualment es troba amenaçat pels gossos domèstics, els gats, les rates i els porcs. A principi del segle xx la seva principal amenaça fou la cacera que se'n feia per obtenir les seves preuades plomes. L'any 2019 va ser inclòs a la llista vermella d'espècies amenaçades de la IUCN.